# Dzicza Góra (Masyw Śnieżnika)
Dzicza Góra (niem. Kirch Berg, 578 m n.p.m.) - szczyt w południowo-zachodniej Polsce, w Sudetach Wschodnich, w Masywie Śnieżnika - Krowiarkach.

## Położenie
Wzniesienie, położone w Sudetach Wschodnich, w północno-zachodnim ramieniu Masywu Śnieżnika, w zachodniej części Krowiarek. Na północnym zachodzie rozległe, bezimienne siodło, którym biegnie droga z Bystrzycy Kłodzkiej do Trzebieszowic, łączy je z masywem Żelaznych Gór. Na północnym wschodzie łączy się z grzbietem odchodzącym od Modlisza w głównym grzbiecie Krowiarek. Na południe od Dziczej góry leży Nowy Waliszów.

## Budowa geologiczna
Szczyt zbudowany jest ze skał metamorficznych, należących do metamorfiku Lądka i Śnieżnika i powstałych w neoproterozoiku lub starszym paleozoiku, przede wszystkim z łupków łyszczykowych z wkładkami łupków łyszczykowych z granatami, wapieni krystalicznych (marmurów kalcytowych i dolomitowych), amfibolitów serii strońskiej.

## Roślinność
Szczyt oraz górne partie zboczy porośnięte są lasami bukowymi, mieszanymi oraz świerkowymi regla dolnego, niższe części zboczy zajmują pola uprawne oraz łąki.

## Inne
Wzniesieni ma również drugą nazwę: Kościelec.